# Landkreuzer P. 1000 Ratte
De Landkreuzer P. 1000 Ratte was een Duits tankproject. De superzware Ratte was een gigantisch ontwerp, zo zwaar als ongeveer vijf van de zwaarste tanks die Duitsland in 1941 produceerde ( de Panzerkampfwagen VIII Maus ). De Ratte is nooit verder gekomen dan de ontwerpfase.
Adolf Hitler was in 1941 ervan overtuigd dat in de wapenwedloop met de Sovjet-Unie ieder jaar een nieuwere en zwaardere generatie tanks zou moeten verschijnen. De Duitsers stonden al op het punt de Tiger I in productie te nemen; van deze zou al de opvolger ontwikkeld moeten worden, de Tiger II, maar ook diens opvolger moest al voorbereid worden, de Maus, en voor 1945 zou alweer de volgende superzware tank klaar moeten zijn, de Ratte.
Het gevolg van al deze extrapolaties was dat bij Ratte een absurd hoge massa van duizend ton voorzien was. Voor Maus werden al kanonnen van 150 mm in beschouwing genomen en de volgende stap was het toepassen van scheepsartillerie: de hele geschuttoren van een slagkruiser zou op een reusachtig rupsbandonderstel geplaatst moeten worden, waarin twee voor een tank reusachtige 280mm-kanonnen die zoals bij een oorlogsbodem gebruikelijk onafhankelijk konden eleveren. Het was dus inderdaad een ware "landkruiser". Aan de achterkant was een tweede toren met “lichter” 128mm-antitankgeschut voorzien voor de “nabije verdediging”. Het torenontwerp was afkomstig van de firma Krupp; de tank zelf van Ferdinand Porsche die Hitler actief aanmoedigde in zijn megalomane ideeën. Porsche maakte een voorlopige studie in 1942. Hoewel technisch zeker uitvoerbaar, was het project economisch en tactisch onzinnig. Duitsland zou nooit voldoende van dit soort voertuigen kunnen produceren; ze waren ongeschikt voor een tankgevecht en extreem kwetsbaar voor luchtaanvallen, ondanks een geplande bewapening met luchtafweergeschut in de vorm van 8 × 20 mm FLAK 38.
Als reactie op de P. 1000 ontwierp Krupp een 2500 ton zware Landkreuzer P. 1500 Monster. Ook die is nooit voorbij de ontwerpfase gekomen.
Het voertuig is nooit verder dan het ontwerpstadium gekomen; in 1942 werd het project beëindigd.
Er werd één 280mm-geschuttoren gereserveerd voor de tank, maar toen ze hoorden dat het tankproject afgeblazen werd, werden de kanonnen bij Noorwegen gebruikt in een fortificatie.